# Las Montañas (Cangas del Narcea)
Las Montañas es una parroquia del concejo de Cangas del Narcea, en el Principado de Asturias, España.